# Heliconius viridis
Heliconius viridis är en fjärilsart som beskrevs av Otto Staudinger 1885/88. Heliconius viridis ingår i släktet Heliconius och familjen praktfjärilar. Inga underarter finns listade i Catalogue of Life.